# School Days (альбом)
School Days — четвёртый сольный альбом американского джаз-рок-басиста Стэнли Кларка, выпущенный в 1976 году на лейбле Epic/Nemperor. По мнению многих специалистов, альбом School Days, выпущенный в период расцвета джаз-фьюжн в 1970-е годы, является классикой жанра и одной из лучших работ в карьере музыканта. 

## История создания
Помимо игры на бас-гитаре, Кларк сочинил все мелодии в альбоме School Days, а также принял на себя обязанности продюсера. Кларк также был участником коллектива Return to Forever в то время, и в 1976 году группа выпустила свой самый успешный альбом Romantic Warrior. School Days отличается стилевым разнообразием — жанры композиций варьируются от фанка до R&B, с изрядной долей джаз-рок-фьюжн.
По воспоминаниям Стэнли Кларка, альбом был сделан очень быстро, а большинство песен были записаны с одного или двух дублей. Сам бас-гитарист по-настоящему был увлечён процессом и играл очень естественно. «Из всех моих альбомов этот имеет больше всего личного вклада. Я не был действительно зол или что-то в этом роде, но моя игра была яростной и бескомпромиссной. Я был очень увлечен тем, что я делал. Может быть, поэтому это был один из моих самых продаваемых альбомов», — сказал музыкант в интервью MusicRadar.
В записи альбома приняли участие известные фигуры джаз-фьюжн сцены: Джон Маклафлин, Билли Кобэм, Джордж Дюк, Стив Гэдд и другие. При записи альбома School Days Стэнли Кларк использовал изготовленную по его заказу Риком Тёрнером бас-гитару «Alembic Bass», у которой появился отличительный чистый тон.

## Об альбоме
Открывает альбом заглавный трек «School Days», ставший культовым. По мнению журнала Guitar World, у многих басистов желание играть пауэр-аккорды на бас-гитаре возникает из тех прерывистых интервалов в первом номере «School Days», которые Стэнли извлекает на бас-гитаре во вступлении — техника, достигаемая путем захвата струн на нисходящем ударе ногтями правой руки.
Знаете, эта песня — такая вечная песня. И это забавно: неважно, где я нахожусь в мире, всегда найдется парень в зале, который скажет: «School Days!» Я был в самых отдаленных уголках Африки, и даже там был парень, который сказал: «School Days!» Она была для меня пластинкой, которая имела самый широкий охват для меня как сольного исполнителя.
— Стэнли Кларк, интервью CapitalBop
Кларк вспоминает работу над альбомом вместе с со-продюсером Кеном Скоттом, когда они закончили запись трека «School Days». Кенни сказал: «Вот это басовое соло». Все в студии говорили: «А не слишком ли громко звучит бас?» И Кен сказал: «Когда это так играется, баса никогда не бывает слишком много». Так что он был большой частью этого прорыва — номер был записан одним дублем, только вокал и колокольчики были наложены позднее. Это была настоящая веха как в игре на басу, так и в способах записи. Теперь «School Days» считается классическим номером, определившим музыкальную карьеру Стэнли Кларка на многие годы вперёд.  Журнал Guitar World, включивший линию бас-гитары из этого номера в свой рейтинг «20 величайших басовых соло всех времён», пишет: «Сочетая передовые навыки игры на басу с переплетением слоев рок-н-ролльных риффов, Кларк выдает длинное, сложное соло поистине эпических масштабов».  
Другие яркие моменты диска, по мнению онлайн-журнала Written in Music, включают «The Dancer», в котором есть радость и ощущение латиноамериканского фестиваля; расслабленную балладу «Quiet Afternoon» и ритмичный фанк «Hot Fun» с прыгающим барабанным ритмом Стива Гэдда, кружащимися скрипками и отрывистыми духовыми. Композиция «Desert Song» — это деликатная и тщательно сконструированная пьеса, в которой задействованы арко-контрабас Кларка и Джон Маклафлин на акустической гитаре. 
Эпическое завершение альбома, как считает онлайн-издание Jazz Views, — девятиминутная «Life is Just a Game» с грандиозным барочным вступлением. Этот фанковый номер демонстрирует виртуозность Кларка на басу и мощную игру Билли Кобэма, который задаёт ритм на акустических барабанах с некоторыми электронными эффектами. Джордж Дюк на клавишных и Икарус Джонсон на гитаре также оказывают большую поддержку в этом номере.
Обложка альбома School Days представляет собой картину Стэнли в белых джинсах, распыляющего полиаккорды аэрозольной краской на стену нью-йоркского метро.

## Релиз и критика
Альбом был выпущен 8 октября 1976 и достиг 34-го места в чарте Billboard 200 и 2-го места в чарте Billboard Jazz Albums. Онлайн-издание Jazz Views включило School Days в свой список «10 самых известных джаз-фьюжн альбомов».
Журнал Jazzwise в своей рецензии к переизданию ранних работ Стэнли Кларка в 2012 году пишет, что одноименный дебютный альбом (1974), а также Journey to Love (1975) и классический School Days остаются яркими примерами энергии и воображения, которыми были отмечены лучшие представители джаз-рока той эпохи.
Крупнейшая музыкальная база Discogs включила School Days в рейтинг «20 важнейших джаз-фьюжн записей». Обозреватель Брендон Осли считает, что Кларк невероятно развил свой басовый словарь и поднял свои громовые, быстрые басовые фразы на новые высоты. «Альбом открывается культовым заглавным джемом, движимым фанковым и запоминающимся басовым риффом Кларка, который, в большей или меньшей степени, становится основой для трека. Оттуда альбом колеблется между мягкими фанковыми тонами в „Quiet Afternoon“ и неистовыми композициями, такими как „Hot Fun“ и „Life is Just a Game“».
Журнал Bass Player, включивший трек «School Days» в свой рейтинг «40 величайших басовых партий всех времён», пишет: «Эта песня остается наглядным уроком для всех, кто интересуется внутренним устройством фьюжн-баса, и напоминанием всем нам, что независимо от того, как много мы думаем, что знаем о своем инструменте, всегда есть чему поучиться. В данном случае — гораздо большему».

## Список композиций
Автор всех композиций — Стэнли Кларк
Сторона А
1. «School Days» — 7:51
2. «Quiet Afternoon» — 5:09
3. «The Dancer» — 5:27
Сторона Б
4. «Desert Song» — 6:56
5. «Hot Fun» — 2:55
6. «Life Is Just a Game» — 9:00

## Участники записи
- Стэнли Кларк — электрическая бас-гитара (1, 3, 5, 6), вокал (1, 6), колокольчики (1), акустическое фортепиано (2, 3), бас-гитара пикколо (2, 3, 6), напев (3), акустический бас (4, 6), гонг (6), колокольчики (6), аранжировщик, дирижёр, продюсер
- Джордж Дюк — клавишные (6)
- Рэй Гомес — электрогитара (1, 3, 5), ритм-гитара (3)
- Икар Джонсон — акустическая гитара (6), электрогитара (6)
- Джон Маклафлин — акустическая гитара (4)
- Дэвид Саншес — клавишные (1), Minimoog (2, 3), орган (3), электрогитара (5)
- Джерри Браун — барабаны (1, 3), колокольчики (1)
- Билли Кобэм — барабаны (6), Moog 1500 (6)
- Стив Гэдд — барабаны (2, 5)
- Милт Холланд — перкуссия (3), конга (4), треугольник (4)
- Том Мэлоун, Дэйв Тейлор — тромбон
- Джон Фэддис, Алан Рубин, Лью Солофф — труба
- Эрл Чапин, Джон Кларк, Питер Гордон, Уилмер Уайз — горны
- Эл Ааронс, Стюарт Блумберг, Джордж Боханон, Бадди Чайлдерс, Роберт Финдли, Гэри Грант, Лью Маккрири, Джек Нимиц, Уильям Петерсон, Далтон Смит — духовые
- Мэрилин Бейкер, Томас Баффум, Дэвид Кэмпбелл, Роллис Дейл, Роберт Дубов, Дженис Говер, Карен Джонс, Деннис Кармазин, Гордон Маррон, Лия Стерн, Рон Штраус, Марсия Ван Дайк, Джон Виттенберг — струнные